# 오이촌 (아이치현 가이토군)
오이촌(大井村)은 일본 아이치현 가이토군에 설치되었던 촌이다. 현재의 아이사이시의 일부에 해당한다.